# Championnat d'Europe féminin de volley-ball 1989
Navigation
Belgique 1987 Italie 1991
Le 16e championnat d'Europe féminin de volley-ball a eu lieu à Stuttgart, en RFA, du 2 au 10 septembre 1989.

## Équipes présentes
| - Allemagne de l'Ouest (Organisateur) - Allemagne de l'Est (Vainqueur du Championnat d'Europe 1987) - URSS (2e au Championnat d'Europe 1987) - Tchécoslovaquie (3e au Championnat d'Europe 1987) - Bulgarie (1er Poule 1 TQCE) - Yougoslavie (1er Poule 2 TQCE) | - Italie (1er Poule 3 TQCE) - Roumanie (1er Poule 4 TQCE) - Finlande (2e Poule 1 TQCE) - Pologne (2e Poule 2 TQCE) - France (2e Poule 3 TQCE) - Turquie (2e Poule 4 TQCE) |

## Tour préliminaire

### Composition des groupes
| Poule A                                                                         | Poule B                                                                            |
| ------------------------------------------------------------------------------- | ---------------------------------------------------------------------------------- |
| Site : Hambourg Allemagne de l'Ouest Finlande Roumanie Turquie URSS Yougoslavie | Site : Karlsruhe Allemagne de l'Est Bulgarie France Italie Pologne Tchécoslovaquie |

### Poule A
| Poule A |                      |     |   |   |   |    |    |       |
|         | Équipe               | Pts | J | G | P | SP | SC | Ratio |
| 1       | URSS                 | 10  | 5 | 5 | 0 | 15 | 0  |       |
| 2       | Roumanie             | 8   | 5 | 4 | 1 | 12 | 6  |       |
| 3       | Allemagne de l'Ouest | 6   | 5 | 3 | 2 | 11 | 6  |       |
| 4       | Yougoslavie          | 4   | 5 | 2 | 3 | 6  | 9  |       |
| 5       | Turquie              | 2   | 5 | 1 | 4 | 4  | 12 |       |
| 6       | Finlande             | 0   | 5 | 0 | 5 | 0  | 15 |       |

| 2/09 | URSS                 | 3 | 0 | Turquie              | (15-5 15-9 15-8)   |
| 2/09 | Roumanie             | 3 | 0 | Yougoslavie          | (15-4 15-4 16-14)  |
| 2/09 | Allemagne de l'Ouest | 3 | 0 | Finlande             | (15-6 15-11 15-8)  |
| 3/09 | URSS                 | 3 | 0 | Roumanie             | (15-7 16-14 16-14) |
| 3/09 | Allemagne de l'Ouest | 3 | 0 | Yougoslavie          | (15-3 15-5 15-3)   |
| 3/09 | Turquie              | 3 | 0 | Finlande             |                    |
| 4/09 | URSS                 | 3 | 0 | Yougoslavie          | (15-12 18-16 15-8) |
| 4/09 | Roumanie             | 3 | 0 | Finlande             |                    |
| 4/09 | Allemagne de l'Ouest | 3 | 1 | Turquie              |                    |
| 6/09 | URSS                 | 3 | 0 | Finlande             |                    |
| 6/09 | Roumanie             | 3 | 2 | Allemagne de l'Ouest |                    |
| 6/09 | Yougoslavie          | 3 | 0 | Turquie              | (15-5 16-14 15-12) |
| 7/09 | Roumanie             | 3 | 1 | Turquie              |                    |
| 7/09 | URSS                 | 3 | 0 | Allemagne de l'Ouest |                    |
| 7/09 | Yougoslavie          | 3 | 0 | Finlande             | (15-10 15-7 15-3)  |

### Poule B
| Poule A |                    |     |   |   |   |    |    |       |
|         | Équipe             | Pts | J | G | P | SP | SC | Ratio |
| 1       | Allemagne de l'Est | 10  | 5 | 5 | 0 | 15 | 3  |       |
| 2       | Italie             | 6   | 5 | 3 | 2 | 10 | 7  |       |
| 3       | Tchécoslovaquie    | 6   | 5 | 3 | 2 | 11 | 9  |       |
| 4       | Bulgarie           | 6   | 5 | 3 | 2 | 10 | 9  |       |
| 5       | Pologne            | 2   | 5 | 1 | 4 | 5  | 13 |       |
| 6       | France             | 0   | 5 | 0 | 5 | 5  | 15 |       |

| 2/09 | Allemagne de l'Est | 3 | 0 | Pologne         | (15-6 15-7 15-9)             |
| 2/09 | Italie             | 3 | 0 | Tchécoslovaquie | (15-9 15-11 15-13)           |
| 2/09 | Bulgarie           | 3 | 1 | France          | (15-5 15-10 13-15 15-2)      |
| 3/09 | Allemagne de l'Est | 3 | 0 | Bulgarie        | (15-11 15-12 15-9)           |
| 3/09 | Italie             | 3 | 1 | France          | (15-10 14-16 15-2 15-8)      |
| 3/09 | Tchécoslovaquie    | 3 | 1 | Pologne         | (15-12 15-12 12-15 15-10)    |
| 4/09 | Allemagne de l'Est | 3 | 1 | France          | (15-6 15-4 14-16 15-3)       |
| 4/09 | Italie             | 3 | 0 | Pologne         |                              |
| 4/09 | Tchécoslovaquie    | 3 | 1 | Bulgarie        | (15-3 15-8 12-15 15-10)      |
| 6/09 | Allemagne de l'Est | 3 | 0 | Italie          | (15-11 15-13 15-4)           |
| 6/09 | Tchécoslovaquie    | 3 | 1 | France          | (15-9 13-15 15-4 15-10)      |
| 6/09 | Bulgarie           | 3 | 1 | Pologne         | (15-3 14-16 15-13 15-10)     |
| 7/09 | Allemagne de l'Est | 3 | 2 | Tchécoslovaquie | (15-6 15-4 10-15 8-15 15-12) |
| 7/09 | Bulgarie           | 3 | 1 | Italie          | (15-12 16-14 12-15 15-8)     |
| 7/09 | Pologne            | 3 | 1 | France          |                              |

## Phase finale

### Demi-finales 9-12
| 9 septembre | Pologne | 3 | - | 0 | Finlande | ( ) |
| 9 septembre | France  | 3 | - | 1 | Turquie  | ( ) |

### Demi-finales 5-8
| 9 septembre | Tchécoslovaquie      | 3 | - | 1 | Yougoslavie | (15-4 15-12 16-18 15-9) |
| 9 septembre | Allemagne de l'Ouest | 3 | - | 1 | Bulgarie    | ( )                     |

### Demi-finales 1-4
| 9 septembre | URSS               | 3 | - | 0 | Italie   | (15-10 15-7 15-8) |
| 9 septembre | Allemagne de l'Est | 3 | - | 0 | Roumanie | (17-15 15-6 15-4) |

## Finales

### Places 11-12
| 10 septembre | Turquie | 3 | - | 1 | Finlande | ( ) |

### Places 9-10
| 10 septembre | Pologne | 3 | - | 2 | France | ( ) |

### Places 7-8
| 10 septembre | Bulgarie | 3 | - | 0 | Yougoslavie | (15-11 15-9 15-3) |

### Places 5-6
| 10 septembre | Tchécoslovaquie | 3 | - | 0 | Allemagne de l'Ouest | (15-4 16-14 15-7) |

### Places 3-4
| 10 septembre | Italie | 3 | - | 0 | Roumanie | (15-5 15-6 15-3) |

### Places 1-2
| 10 septembre | URSS | 3 | - | 1 | Allemagne de l'Est | (8-15 16-14 15-13 15-13) |

## Classement final
| Classement         | Pays                 |
| ------------------ | -------------------- |
| Médaille d'or      | URSS                 |
| Médaille d'argent  | Allemagne de l'Est   |
| Médaille de bronze | Italie               |
| 4e                 | Roumanie             |
| 5e                 | Tchécoslovaquie      |
| 6e                 | Allemagne de l'Ouest |
| 7e                 | Bulgarie             |
| 8e                 | Yougoslavie          |
| 9e                 | Pologne              |
| 10e                | France               |
| 11e                | Turquie              |
| 12e                | Finlande             |